# 대니얼 스터리지
대니얼 앤드리 스터리지(영어: Daniel Andre Sturridge, 1989년 9월 1일 ~ )는 잉글랜드의 전 축구 선수이며, 현역 시절 스트라이커로 뛰었다. 13/14시즌 프리미어리그에서 리버풀 소속으로 29경기에 출전하여 21골을 넣으며 루이스 알베르토 수아레스의 뒤를 이어 개인 득점 순위 2위에 올라 실력을 입증하기도 하였다.

## 클럽 경력

### 초기 경력
그는 영국 버밍엄 버밍엄 시티 병원에서 1989년 9월 1일에 태어났다. 6살 때 캐드버리 애슬레틱 F.C에서 축구를 시작하여, 7살 때 애스턴 빌라 FC로 팀을 옮겨 다음 코번트리 시티 FC 계약까지 4년간 있었다. 3년뒤인 2003년 맨체스터 시티 FC의 유소년팀과 계약하였다. 그리고 2006년 FA 유스 컵에서 결승전까지 4골을 뽑아내며 활약을 펼치지만 리버풀 FC의 유스팀에게 3-2로 패배하며 준우승에 머물렀다.

### 맨체스터 시티 FC
유스팀에서의 인상적인 활약으로 2006-07 시즌 스터리지는 맨체스터 시티의 1군으로 올라섰다. 기대만큼의 실력과 잠재성을 인정받아 데뷔 초기인 2006년 16살 때 첼시 FC로부터 영입제안이 들어오기도 하였다. 2007년 2월 레딩 FC와의 경기에 교체멤버로 데뷔를 하였지만, 엉덩이 근육 부상 수술로 인해 남은 시즌에는 출전하지 못하였다. 다음 시즌인 2008년 1월 27일, 스터리지는 드디어 FA컵 셰필드 유나이티드 FC전에서 본인의 프로선수 데뷔 후 최초의 골을 기록한다. 그러나 남은 경기들에서 기회는 많이 주어지지 않았고 대부분 교체 멤버로 출전하였다. 그럼에도 불구하고 전 시즌을 통틀어 26경기에 출전하여 4골 을 기록하였고, 2008-09 시즌 맨체스터 시티 팬들이 뽑은 City's Young Player로 선정되었다.

### 첼시 FC
당시 맨체스터 시티의 마크 휴스감독은 그의 계약이 만료되기 6개월 전부터 그가 팀에 계속 남아있기를 원하며 계약연장을 시도했다.
그러나 그가 7500파운드의 주급을 요구하며 협상이 결렬되었다. 감독은 그가 뛰어난 재능을 가진 유망주이지만 당시 19세의 선수에게 높은 주급을 지급할 수 없다는 입장을 취하였다. 또한 어린 나이 덕에 계약문제에도 휩싸였다. 리그법상 24세 이하 선수가 자유계약선수로 팀을 떠날 경우에는 보상금을 지급하는 규정이 있었다. 이에 첼시는 3백만 파운드를 제시하였으나 맨체스터 시티는 천만 파운드를 요구하였다. 결국 보상금의 규모는 법원에서 결정하게 되었고, 첼시는 5백만 파운드를 지급하였다. 또한 그가 잉글랜드 국가대표팀으로 차출되어 경기에 출전한다면 첼시는 추가로 1백만 파운드를 지급해야하며, 그가 첼시를 떠난다면 맨체스터 시티는 15%의 수수료를 받게 되는 조항도 있었다. 마침내 08/09 시즌을 끝으로 그는 2009년 여름 첼시로 이적한다.
첼시 로 이적한 이후 그의 첫 경기는 2009년 7월18일 프리시즌 중 미국 MLS의 시애틀 사운더스 FC전이었다. 그리고 이 데뷔전에서 선제골을 넣으며 데뷔골을 기록하였다. 추가로 동료인 프랭크 램퍼드가 골을 넣으며 팀은 2:0으로 승리하였다. 이날 경기 이 후 인터뷰에서 프랭크 램퍼드는 스터리지가 인상적인 모습을 보여주고 있으며 팀에 필요한 선수라고 말하였다. 스터리지의 프리미어리그 데뷔전은 2009년 8월 19일 선더랜드 FC전이었다. 당시 감독이었던 카를로 안첼로티는 3골을 넣은 후에서야 후보 명단에 있던 스터리지를 디디에 드록바와 교체 투입하였다.프리시즌에서의 활약 이 후 스터리지의 첫 선발출장은 2009년 12월 28일 볼튼 원더러스 FC와의 리그컵 경기였다. 2010년 1월 3일 왓퍼드 FC와의 FA컵 경기에서는 2골을 넣으며 5-0 대승을 주도하였다. 이와 같은 활약으로, 그의 첼시에서의 첫 번째 시즌에서 클럽 내 FA컵 최고득점을 기록하였다. 그리고 이에 힘입어 첼시는 해당 시즌 리그 우승 트로피를 들어올렸다. 때마침 1월 아프리카 네이션스컵 국가대표팀 차출로 인하여 디디에 드록바, 살로몬 칼루, 존 오비 미켈 등의 첼시주축 선수들이 빠져나가면서 스터리지는 더 많은 출전 기회를 얻는다. 주축들의 차출에 대해서 걱정하는 팬들에게 카를로 안첼로티감독은 21세의 영건 스터리지에 큰 기대를 품으며 별다른 문제가 없을 것이라고 낙관하기도 하였다. 그리고 이번 기회를 통하여 1군 주전 경쟁에 가세할 것으로 보였다. 그러나 위의 예상과는 반대로 그는 니콜라스 아넬카, 디디에 드록바, 플로랑 말루다, 페르난도 토레스 등의 거물급 공격수들에게 주전경쟁에서 밀려났다. 그리고 2011년 2월 볼튼 원더러스 FC로 임대 이적하였다.
그러나 첼시의 일방적인 임대 이적이 아닌 스터리지 측에서도 동의하에 이루어진 이적이었다. 당시 스터리지로써도 경기를 많이 뛰어 경험을 쌓아야 하였고, 첼시에서 후보로 있는 것 보다는 볼튼 원더러스에서 주전으로 활약하면서 경기감각을 끌어올리는 편이 중요하다고 생각하여 합의 하에 이적하였다. 볼튼의 오언 코일감독도 리그 막바지 스터리지를 영입함에 대하여 기대감을 보였다.

### 볼튼 원더러스 FC
첼시에서 리그와 컵을 통틀어 41경기에 출전한 그는 단지 9골만을 넣으며 골에 목말라있었다. 이적 후 이틀만인 2011년 2월 3일 울버햄프턴 원더러스 FC와의 리그 경기에서 첫 데뷔전이 펼쳐졌다. 당시 볼튼 원더러스 FC는 1무 4패의 무승의 늪에 빠져있는 상태였다. 경기 내내 케빈 데이비스와 이청용이 골문을 두드렸지만 골은 터지지 않고 있었다. 그러던 후반 22분 스터리지는 매슈 테일러와 교체 투입되었다. 그리고 경기 막바지 추가시간 3분, 상대편 주바르의 백패스 실수를 이어받아 그대로 골로 연결시켰다. 그의 결승골로 팀은 1:0으로 승리하며 6경기만에 승리를 거머쥐었다. 이렇게 환상적인 데뷔전을 치르고, 그는 다음 리그 경기인 같은해 2월6일토트넘 홋스퍼 FC와의 경기에 선발 출장하였다. 상대편 반 더 바르트에게 경기초반에 선제골을 내주지만 스터리지는 역습 찬스를 놓치지 않고 마크 데이비스의 패스를 이어받아 골을 기록하였다. 그러나 상대편 니코 크란차르에게 추가골을 내주며 경기는 2:1로 패배하였다. 하지만 스터리지는 단 2경기만에 자신의 존재감을 보이기 시작했다. 스터리지는 다음 리그 홈경기인 2월14일 에버턴 FC와의 경기에도 연속으로 선발출장한다. 경기초반 동료 게리 케이힐의 헤딩 선제골로 경기는 순조롭게 이어졌다. 그리고 66분 기세가 오를대로 오른 스터리지는 이청용의 헤딩 패스를 왼발 슈팅하여 골대 왼쪽을 가르며 리그 3경기 연속골을 기록한다. 홈팬들은 그에게 기립박수를 보냈다. 또 영국 언론은 그의 이러한 활약을 극찬하며, 그의 영입은 성공적인 판단이었다고 평가하였다. 언론의 평가는 정확했다. 2월 27일 뉴캐슬 FC와의 리그 경기에 선발 출장한 스터리지는 전반 37분 요한 엘만데르의 패스를 받아서 왼발 슈팅으로 4경기 연속골을 기록한다. 비록 뉴캐슬 유나이티드 FC의 케빈 놀란에게 골을 내어주며 경기는 1:1 무승부로 끝이났지만 스터리지가 자신의 활약을 보여주기엔 충분했다. 오언 코일감독과 스터리지는 서로 강한 신뢰감을 내비쳤다.
볼튼 원더러스 FC는 2011년 스터리지가 합류한 2월 동안 공식 대회에서 4승 1무 1패를 기록했는데, 1월에 거둔 1승 2무 3패와 비교하면 대폭 향상된 수치였다. 중위권까지 밀려났던 리그에서의 성적도 7위까지 상승하였다. 3월 리그 경기에서는 골을 기록하지 못하고 주춤하는 듯 하더니 4월부터 다시 득점포가 가동되었다. 4월 9일 웨스트햄 유나이티드 FC전 2골, 4월 24일 아스널 FC전 1골, 5월 14일 블랙풀 FC전에서 1골을 넣으며 임대 5달동안 12경기에 출전하여 8골을 기록하였다. 첼시시절 41경기 9골에 비하면 엄청난 기록이다. 그러나 리그 마지막 경기에서는 맨체스터 시티와의 경기에서 첫 레드카드를 받는다.

### 다시 첼시 FC로
볼튼 원더러스 FC에서 좋은 활약을 펼친 스터리지는 임대계약이 끝난 후 다시 첼시로 복귀한다. 볼턴 원더러스 FC의 오언 코일감독은 스터리지를 다음 시즌에서도 임대 기용하고 싶다는 강한 열망을 보였다. 그러나 스터리지는 첼시 1군에서 뛰는 것이 가장 중요하다고 말하며 1군 주전에 대한 강한 의지를 보였다. 또한 첼시에서 다시 한 번 경쟁에 밀려 기회가 주어지지 않는다면 이적을 고려하고 있다고 엄포하며 주전에 대한 갈망을 보였다.

#### 2011-12시즌
결국 첼시로 복귀한 스터리지는 2010-11시즌 마지막 경기에 받은 레드카드에 의해 리그 첫 3경기에 나서지 못하였다. 그리고 그에게 찾아온 복귀전은 2011년 9월 10일 선덜랜드 FC와의 리그 경기였다. 복귀전임에도 불구하고 선발 출장한 그는 동료 존 테리의 선제골에 이어 55분 멋진 오른발 백힐로 추가골을 기록하였다. 이 후 선덜랜드 FC의 지동원에게 골을 허용하지만 팀은 2:1로 승리하였다. UEFA 챔피언스리그, 캐피탈 원 컵, FA컵과 리그 경기에서 꾸준한 출장 기회를 부여 받던 스터리지는 2011년 10월 2일 친정팀 볼튼 원더러스 FC와의 경기에 선발 출장하였다. 경기가 시작하자마자 전반 2분, 코너킥 기회를 살려 헤딩 슛으로 골을 기록하였다. 그러나 친정팀에 대한 예우로 세리머니는 펼치지 않았다. 그리고 전반 15분, 땅볼 크로스로 프랭크 램퍼드의 골을 어시스트하였다. 25분에는 직접 슈팅하여 첼시 복귀 후 리그 첫 멀티 골을 기록하였다. 프랭크 램퍼드의 해트트릭 기록과 함께 경기는 5:1로 대승을 거둔다. 이어지는 리그 경기인 10월 16일 에버턴 FC와의 경기에서, 선발 출장한 스터리지는 전반 30분만에 헤딩골로 4경기동안 4골을 기록하며 팀의 3:1승리를 도왔다. 10월 27일 다시 한 번 에버턴 FC와 첼시가 칼링 컵에서 격돌하였다. 첼시의 살로몬 칼루가 선제골을 기록하나 에버턴 FC의 루이 사하의 추격골로 인해 1:1 무승부 상황으로 후반전이 끝이 났다. 토너먼트경기이기 때문에 연장전까지 이어졌다. 그리고 연장 후반 115분, 84분에 투입된 스터리지는 오른발 슈팅으로 결승골을 기록하였다. 팀은 2:1로 승리하였고 8강에 올라간다. 이 후 출장한 네경기에서 골을 기록하지 못한 스터리지는 다음경기인 리버풀과의 경기에서 골을 기록하였다. 경기는 전반 32분,리버풀의 막시 로드리게스에게 선제골을 내주며 끌려갔다. 그러나 후반 시작과 함께 존 오비 미켈과 교체 투입되어 후반 10분, 플로랑 말루다의 크로스를 이어받아 5경기만에 드디어 골을 기록한다. 후반 42분 글렌 존슨에게 골을 내주며 경기는 2:1로 패배하였다. 그리고 다음 출전한 리그 5경기에서는 12월 12일 펼쳐진 맨체스터 시티와의 경기를 제외한 경기에서 1골씩,4골을 터뜨리며 다시 존재감을 드러냈다. 그러나 다음 24경기동안 3골만을 기록하며 별다른 모습을 보여주진 못하였다. 그러나 43경기 13골과 더불어 어시스트 같은 활약으로 스터리지는 2011-12시즌 첼시의 챔피언스리그와 FA컵 우승에 기여한다.

#### 2012-13시즌
2012-13시즌 스터리지의는 첫 골은 6번째 출전 만에 나왔다. 2012년 10월 20일 토트넘 홋스퍼 FC와의 리그 경기에서 3:2로 가까스로 이기고 있던 후반 추가시간 1분, 골문 바로 앞에서 오른발로 찬 슈팅이 그대로 골로 이어졌다. 스터리지의 쐐기골로 팀은 4:2로 승리하였다. 이어지는 11월1일 캐피탈 원 컵에서 만난 맨체스터 유나이티드 FC와의 경기에서 골을 기록하여 5:4 승리에 기여하지만, 잇따른 햄스트링 부상과 함께 주전경쟁에서 밀려났다. 이에 스터리지는 출전 기회에 대한 불만을 터뜨리기도 하였다. 결국 스터리지는 계약만료 6개월을 남겨두고 리버풀로 1200만 파운드(약 205억원)의 큰 거금의 이적료에 이적한다.

### 리버풀 FC
당시 맨체스터 유나이티드 FC의 감독 알렉스 퍼거슨은 스터리지의 리버풀이적을 '도박'이라고 말하며 부정적인 견해를 보였다. 그러나 이 견해를 반박이라도 하듯 스터리지는 데뷔 이후 최고의 활약을 보인다.

#### 2012-13시즌
스터리지의 리버풀 이적 첫 경기는 2013년 1월 6일 FA컵 맨스필드 타운 FC와의 경기였다. 스터리지는 경기시작 7분 만에 골키퍼가 나온 것을 놓치지 않고 오른발 슈팅으로 골을 기록한다. 이 후 루이스 알베르토 수아레스의 추가골로 격차를 벌려 2:1로 승리하며 리버풀은 FA컵 32강에 진출한다. 그리고 다음 경기인 1월 13일 빅클럽 맨체스터 유나이티드 FC와의 레즈 더비에서는 로빈 판 페르시의 골로 1:0으로 뒤지고 있던 45분, 루카스 레이바와 교체 투입된다. 네마냐 비디치에게 추가골을 허용하며 스코어 2:0인 상황에서, 스터리지는 골키퍼 데 헤아가 쳐낸 볼을 자신의 주발인 왼발로 슈팅하여 2경기 연속골을 기록하였다. 비록 경기는 2:1로 패하였지만 항상 그래왔든 이적 초반의 존재감은 확실하게 보여준 경기였다.
다음 리그 경기인 1월 19일 노리치 시티 FC와의 리그 경기에 스터리지는 첫 선발 출장하였다. 동료 조던 헨더슨의 선제골과 루이스 알베르토 수아레스의 추가골로 2:0으로 앞서가고 있는 상황에서 다시 한 번 왼발 슈팅으로 2경기 연속 골을 기록한다. 이 후 스티븐 제라드의 골과 상대팀 라이언 베넷의 자책골로 5:0 대승을 거둔다. 이로써 스터리지는 1974년 이 후 리버풀에서의 첫 세경기 모두 골을 기록한 첫 번째 선수가 되었다. 브렌던 로저스 리버풀감독은 스터리지의 골을 보고 “이것이 스터리지를 데려온 이유이다. 앞으로 더 보여 줄 것이 많다.”라고 하며 기대감을 표출했다. 다음 두 경기에서는 골을 넣지 못하였지만 이어지는 2월 3일 맨체스터 시티와의 경기에서 다시 한 번 골을 기록한다. 0:1로 뒤지던 전반 28분 스티븐 제라드의 오픈패스를 이어받은 스터리지는 반박자 빠른 슈팅으로 골문을 갈랐다. 다시한번 스티븐 제라드의 중거리 슛으로 골이 터졌지만, 세르히오 아구에로의 동점골로 경기는 2:2 무승부가 되었다. 다음 두 경기는 부상으로 인해 결장하였다. 2월17일 스완지 시티 FC와의 리그 경기에는 다시 선발출장하였다. 호세 엔리케 산체스의 골을 어시스트했을 뿐만아니라 직접 패널티킥으로 골을 넣으며 공격포인트를 두개 기록하였다. 경기결과는 5:0 노리치 시티 FC전 이 후 첫 대승이었다. 다음 4월 21일 친정팀 첼시와의 리그 경기에서도 골을 기록하였고, 바로 다음주 4월 27일 뉴캐슬 유나이티드 FC와의 리그 경기에서는 더욱 맹활약하였다. 리버풀은 4월 21일 첼시전에서 핵심 공격수 루이스 알베르토 수아레스가 상대 수비수 브라니슬라브 이바노비치의 팔뚝을 깨물어 10경기 출전 정지를 당하면서 시즌을 마감하며 위기에 빠졌었다. 그러나 리버풀은 전반 3분 스티븐 제라드가 올린 크로스를 다닐 아게르가 머리로 살짝 받아 넣어 대승의 서막을 알렸다. 이어 전반 17분에는 골 지역 왼쪽에서 쇄도하던 조던 헨더슨이 페널티 아크 부근에 있던 필리페 쿠티뉴의 패스를 받아 왼발로 마무리해 추가 골을 터뜨렸다. 후반에도 리버풀의 득점포는 식지 않았다. 후반 9분 필리페 쿠티뉴가 하프라인 근처에서 공을 빼앗아 몰고 들어가다가 오른쪽에서 달려오던 스터리지에게 공을 빼줬고, 스터리지가 직접 왼발로 마무리해 팀에 세 번째 골을 안겼다. 6분 후 다시 스터리지가, 후반 29분에는 파비오 보리니가 득점에 가세하며 부지런히 골을 올렸다. 후반 30분 뉴캐슬 유나이티드 FC의 미드필더 마티유 드뷔시의 퇴장으로 수적 우위까지 점한 리버풀은 1분 후 프리킥 상황에서 조던 헨더슨이 넘어지면서 헤딩슛을 날려 대승을 마무리했다. 기세를 몰아 스터리지는 5월 12일 풀럼 FC와의 리그 경기에 선발 출장한다. 풀럼 FC의 디미터르 베르바토프에게 선제골을 내주지만, 3분뒤인 전반 35분 스터리지의 오른발 슛이 그대로 골로 연결되었다. 이어 후반 16분 스터리지는 강력한 왼발 슛으로 다시한번 골을 기록하였다. 그리고 후반 39분에는 이번엔 오른발로 골을 터뜨리며 프리미어리그 생애 첫 해트트릭을 달성하였다. 스터리지의 엄청난 활약에 힘입어 팀은 3:1로 승리하며 리버풀의 7위를 확정지었다. 이에 브랜던 로저스 리버풀감독은 "스터리지의 활약이 정말 인상적이었다. 그는 유럽 최고의 공격수가 될 모든 장점을 갖춘 선수"라고 찬사를 보냈다. 스터리지의 활약에 힘입어 리버풀은 2012-13시즌을 승점 61점으로 7위에 머물렀다. 스터리지는 16경기에 출전해 11골을 넣으며 잠재력을 발휘하기 시작하였다.

#### 2013-14시즌
2012-13시즌을 통해 리버풀에 완전히 적응한 스터리지는 본격적으로 득점포를 가동하였다. 2013년 8월 17일 스토크 시티 FC와 리그 경기에서 결승골을 기록하였고, 8월 24일 애스턴 빌라 FC와의 리그 경기에서도 결승골을 기록하였다. 8월 27일캐피탈 원 컵에서도 2골을 기록하며 4대2 완승을 이끌어냈다. 그리고 9월 1일, 라이벌인 맨체스터 유나이티드 FC와으 레즈 더비에서도 결승골을 넣으며 3경기 연속골을 기록하였다. 이어지는 9월 16일스완지 시티 FC와의 리그 경기에서도 골을 기록하며 리그 4경기 연속골을 기록하며 최근 10경기 12골을 기록한다. 비록 스완지 시티 FC의 존조 셸비의 활약으로 2:2 무승부로 끝이 났지만 스터리지의 물오른 모습을 보여주기엔 충분했다. 또한 스터리지의 활약 덕에 리버풀은 4경기 연속 무패행진을 달리며 아스날 FC와 토트넘 홋스퍼 FC를 따돌리고 리그 선두를 지켰다. 그리고 핵심 공격수 루이스 알베르토 수아레스의 빈자리는 스터리지에 의해 전혀 느껴지지 않았다.
다음 리그 경기인 9월29일 선더랜드 FC, 10월 5일 크리스탈 팰리스 FC와의 경기에서도 연속으로 1골씩 집어넣으며 총6골로 리그 득점 순위 1위에 올라섰다. 당시 리버풀은 리그 순위 2위를 차지하고 있었다. 또한 루이스 알베르토 수아레스도 징계 가 끝나고 복귀하였고 곧바로 3골을 넣으며 리버풀에 힘을 불어넣었다. 스터리지는 "리버풀 선수들 모두 팀에 과거와 같은 성공을 안기길 원한다. 리그 2위나 3위에 만족하지 않겠다. 브렌던 로저스 감독이 팀에 승리를 향한 정신력을 심어줬다. 우리는 매 경기 승리하길 원한다"며 우승에 대한 열망을 숨기지 않았다. 이렇듯 자신감과 함께 상승세를 타던 스터리지는 뜻밖의 부상을 당했다. 경기 중이 아닌 11월 29일 훈련 중 발목에 이상이 생긴 것이었다. 루이스 알베르토 수아레스가 징계에서 풀린 뒤 함께 팀을 이끈 지 두달만이었다. 스터리지는 부상이 심하여 6~8주가량 경기에서 빠지게 되었다.
2달간의 휴식 후 스터리지는 2014년 1월 12일 스토크 시티 FC와의 리그 경기로 복귀한다. 그리고 복귀전에서 바로 골을 기록한다. 이를 시작으로 2월 23일 스완지 시티 FC와의 경기까지 리그 8경기 연속 골이라는 대기록을 세운다. 무엇보다도 놀라운 건 그가 부상 복귀 후 7경기 연속 골을 넣고 있다는 데에 있었다. 이와 함께 그는 프리미어리그 18경기에서 16골을 넣으며 세르히오 아게로(15골)를 제치고 팀 동료 루이스 알베르토 수아레스(23골)에 이어 득점 2위에 당당히 이름을 올렸다. 또한 그의 부상 복귀 후 리버풀은 7경기에서 5승 2무 무패를 달리며 FA컵 16강 진출은 물론 프리미어리그 1위 첼시와의 승점 차를 4점으로 좁히는 데 성공했다. 초반 상승세에 비해 약간 주춤 하긴 했으나 5월 11일 뉴캐슬 유나이티드 FC와의 마지막 리그 경기까지 3골을 더 추가하며 리버풀의 리그 순위와 본인의 득점(22득점) 순위 모두 2위에 올려놓는 쾌거를 이루었다. 또한 브랜던 로저스감독은 리버풀감독 최초로 리그 감독협회(LMA)가 선정하는 '올해의 감독'에 뽑혔다.

#### 2014-15시즌
상황은 리버풀이 13-14시즌의 영광을 재현 할 것이라는 팬들의 기대와는 다르게 흘러갔다. 루이스 알베르토 수아레스가 FC 바르셀로나로 이적하면서 큰 공백이 생긴 것이었다. 스터리지는 8월 17일 사우샘프턴 FC와의 리그 첫 경기에서 골을 기록하며 루이스 알베르토 수아레스의 공백을 채우는 듯 했으나, 다음 달인 9월 4일 잉글랜드 대표팀에 소집되었다가 부상을 당하였다. 스터리지의 부상 이 후 리버풀은 7경기에서 단 8골에 그치며 3승1무3패의 부진한 모습을 보였다. 게다가 설상가상으로 복귀가 임박했던 스터리지는 10월 19일 열리는 퀸스 파크 레인저스 FC와의 프리미어 리그 8라운드 경기에 앞서 열린 팀 훈련 도중 종아리 부상을 당했다. 검사 결과 그는 최소 2주, 그리고 길게는 4주는 경기에 나설 수 없다는 진단을 받았다. 브랜던 로저스 감독은 “다니엘(스터리지)의 복귀를 기대하던 우리에게는 실망스러운 일”이라며 아쉬워했다. 이렇게 부상에 시달리던 스터리지는 2014-15시즌을 17경기에 5골이라는 초라한 성적으로 마무리했다.

#### 2015-16시즌
5개월간의 공백을 깨고 스터리지는 2015년 9월 20일 노리치 시티 FC와의 경기에서 복귀전을 치렀다. 4경기 연속 승리가 없었던 리버풀은 스터리지의 복귀에 기대가 컸다. 경기는 1:1 무승부로 끝이났지만 스터리지가 돌아왔다는 것에 의미가 있었다.
그리고 다음경기인 9월 26일 프리미어리그 7라운드 애스턴 빌라 FC와의 경기에 다시 선발 출장하였다. 경기가 시작하자마자 리버풀의 제임스 밀너가 선제골을 뽑아냈다. 뒤이어 후반 13분 제임스 밀너의 패스를 이어받은 스터리지가 드디어 복귀 후 첫 골을 기록하였다. 후반 20분 상대편에게 골을 허용하지만 1분 뒤 필리페 쿠티뉴의 패스를 스터리지가 골로 연결시켰다. 복귀 두경기만에 두골을 뽑아낸 것이었다. 스터리지의 활약으로 경기는 3:2로 승리하였고 리버풀은 6경기만에 1승을 기록하였다. 또한 스터리지는 해당 경기 "MAN OF MATCH"로 선정되어 앞으로의 행보에 대해 기대감을 심게 하였다. 이에 브랜던 로저스 리버풀감독은 “스터리지가 뛰면 경기에서 승리하고 상위권에서 경쟁할 가능성이 커진다. 그토록 환상적인 재능을 갖천 선수가 빠지면 타격이 크게 마련이다. 스터리지가 건강한 몸 상태를 유지하면 좋겠다”며 스터리지를 중심으로 강력한 팀을 재건하고 싶다는 바람을 전했다. 그렇게 다시 2013-14시즌의 모습을 보여주는 듯하였으나, 10월 17일 스터리지는 훈련 도중 무릎에 이상을 느껴 두달 간 경기를 뛰지 못했다. 이에 팬들과 위르겐 클롭 감독은 아쉬움을 감추지 못했다. 11월 29일 스터리지는 스완지 시티 FC와의 경기에서 교체 출장하며 가볍게 복귀전을 치뤘다. 그리고 12월 2일 사우샘프턴 FC와의 캐피탈 원 컵경기에 교체 출전하여, 2골을 기록하였다. 팀은 6:1로 대승을 거두었다. 이에 위르겐 클롭감독은 "물론 전에도 잘할 것이라고 믿었지만, 스터리지를 왜 최고라고 하는지 이제야 알겠다. 수퍼골이 나왔다. 환상적인 밤이었다"고 승리 소감을 말했다. 그러나 12월 6일 뉴캐슬 유나이티드 FC와의 리그 경기에서 다시 한 번 햄스트링 부상을 당했다. 스터리지는 2015년 1년 동안 네번째 부상을 당했다. 2016년 1월 10일 현재까지도 그의 부상은 진행 중이다.

## 그 외
1. 스터리지는 춤추는 골 세리머니로 유명한데, 이는 집에서 별 생각없이 추던 막춤이었다.[71]
2. 스터리지는 영국 버밍엄에 캐리비안 레스토랑을 개업하였다.[72]
3. 스터리지는 스트라이커출신의 축구가문이다. 큰삼촌 사이먼 스터리지는 스토크 시티 FC에서 뛰었으며, 작은삼촌 딘 스터리지는 레스터 시티 FC와 더비카운티 FC에서 뛰었다.[1]
4. 스터리지는 FIFA의 브라질월드컵 인종 차별 반대 캠페인 Say No To Racism에 참여하였다.[73]
5. 스터리지가 좋아하는 팀은 아스널 FC이며 그들의 플레이를 좋아한다고 말했다.[1]
6. 스터리지는의 우상은 펠레이며 그의 플레이 영상은 자신에게 영감을 준다고 말했다.[1]
7. 스터리지의 애마는 우리나라 차인 현대기아차의 싼타페이다.[74]

## 플레이 스타일
가장 선호하는 포지션은 중앙 스트라이커이다. 또한 윙 포워드 포지션도 가능한 멀티플레이어다. 빠른 속력과 드리블을 장점으로 한다. 민첩한 몸놀림은 상대 수비수를 곤란하게 만든다. 또한 흑인 특유의 탄력을 소유하고 있어 예상치 못한 움직임으로 골을 넣는 경우도 많다. 주발인 왼발로 패널티 박스 바깥에서 감아차는 슛은 스터리지 전매특허이다. 빠른 몸놀림으로 오프사이드트랩을 뚫어내는 능력도 뛰어나다. 또한 문전에서의 골 결정력은 경기당 0.65골로 최고를 자랑한다. 단점이라면 골욕심이 많아 동료를 이용하지 않는 플레이를 펼친다. 경기 결과만 보면 리버풀 FC에서 73경기 출전 16도움을 올리며 상당히 이타적인 플레이를 하는 듯 보이나 볼튼 원더러스 FC소속 시절, 동료인 스트라이커 요하네스 엘만더르와 패스 플레이에 관해 언쟁을 펼치는 모습이 자주 포착되었다. 13/14시즌 1월 29일 에버튼 FC와의 경기에서는 탐욕스러운 플레이로 교체당하기도 하였다.

## 경력 통계
1월 9일까지의 통계
| 클럽          | 시즌      | 프리미어리그 | 프리미어리그 | FA컵 | FA컵 | 풋볼 리그 컵 | 풋볼 리그 컵 | 유럽 | 유럽 | 기타 | 기타 | 합계 | 합계 |  |
| 클럽          | 시즌      | 출장         | 골           | 출장 | 골   | 출장         | 골           | 출장 | 골   | 출장 | 골   | 출장 | 골   |  |
| ------------- | --------- | ------------ | ------------ | ---- | ---- | ------------ | ------------ | ---- | ---- | ---- | ---- | ---- | ---- |  |
| 맨체스터 시티 | 06–07     | 2            | 0            | 0    | 0    | 0            | 0            | 0    | 0    | 0    | 0    | 2    | 0    |  |
| 맨체스터 시티 | 07-08     | 3            | 1            | 1    | 1    | 0            | 0            | 0    | 0    | 0    | 0    | 4    | 2    |  |
| 맨체스터 시티 | 08–09     | 16           | 4            | 1    | 0    | 1            | 0            | 8    | 0    | 0    | 0    | 26   | 4    |  |
| 맨체스터 시티 | 합계      | 21           | 5            | 2    | 1    | 1            | 0            | 8    | 0    | 0    | 0    | 32   | 6    |  |
| 첼시          | 09–10     | 13           | 1            | 4    | 4    | 1            | 0            | 2    | 0    | 0    | 0    | 20   | 5    |  |
| 첼시          | 10–11     | 13           | 0            | 1    | 2    | 1            | 0            | 5    | 2    | 1    | 0    | 21   | 4    |  |
| 첼시          | 11–12     | 30           | 11           | 4    | 1    | 2            | 1            | 7    | 0    | 0    | 0    | 43   | 13   |  |
| 첼시          | 12-13     | 7            | 1            | 0    | 0    | 1            | 1            | 2    | 0    | 2    | 0    | 12   | 2    |  |
| 첼시          | 합계      | 63           | 13           | 9    | 7    | 5            | 2            | 16   | 2    | 3    | 0    | 96   | 24   |  |
| 볼튼 원더러스 | 10-11     | 12           | 8            | 0    | 0    | 0            | 0            | 0    | 0    | 0    | 0    | 12   | 8    |  |
| 볼튼 원더러스 | 합계      | 12           | 8            | 0    | 0    | 0            | 0            | 0    | 0    | 0    | 0    | 12   | 8    |  |
| 리버풀        | 12-13     | 14           | 10           | 2    | 1    | 0            | 0            | 0    | 0    | 0    | 0    | 16   | 11   |  |
| 리버풀        | 13-14     | 29           | 21           | 2    | 1    | 2            | 2            | 0    | 0    | 0    | 0    | 33   | 24   |  |
| 리버풀        | 14-15     | 12           | 4            | 3    | 1    | 0            | 0            | 2    | 0    | 0    | 0    | 17   | 5    |  |
| 리버풀        | 15-16     | 5            | 2            | 0    | 0    | 1            | 2            | 0    | 0    | 0    | 0    | 6    | 4    |  |
| 리버풀        | 합계      | 60           | 37           | 7    | 3    | 3            | 4            | 2    | 0    | 0    | 0    | 72   | 44   |  |
| 경력 합계     | 경력 합계 | 156          | 63           | 18   | 11   | 9            | 6            | 26   | 2    | 3    | 0    | 212  | 82   |  |

* 유럽 항목 : 맨체스터 시티 FC 8회, 첼시 FC 16회는 각각 UEFA 컵, 챔피언스리그에 해당

## 수상

### 개인
1. 13/14시즌 프리미어리그 2월의 선수상.[78]
2. 13/14시즌 프리미어리그 8월의 선수상.[79]
3. PFA[주해 7] 선정 베스트일레븐 공격수부문[80]
4. 08/09시즌 맨체스터 시티 FC City's Young Player

### 클럽
1. 09/10시즌 프리미어리그 우승
2. 09/10시즌 FA컵 우승
3. 11/12시즌 FA컵 우승
4. 11/12시즌 챔피언스리그 우승[주해 8]

## 주해
1. ↑  스터리지는 2011년 2월 3일 이적하였다.
2. ↑  본래는 풋볼 리그 컵이지만 후원사에 따라 이름이 바뀌어왔다.
3. ↑  11월 15일 치러진 스웨덴과의 국가대표경기 포함
4. ↑  이 네 경기 중 11월 1일 챔피언스리그 KRC 헹크와의 원정경기에서 스터리지는 인종차별적인 발언을 듣기도 하였다.
5. ↑  2013년 4월 21일 첼시와의 리그 경기에서 첼시의 수비수 브라니슬라브 이바노비치의 팔을 깨물어 10경기 정지 징계를 받았다.
6. ↑  2015년 10월 브랜던 로저스감독 이후 새로 부임
7. ↑  프로축구선수협회
8. ↑  4번 모두 첼시 FC 소속이었다.